# Villarmentero de Campos
Villarmentero de Campos ist ein Ort am Jakobsweg in der Provinz Palencia der Autonomen Gemeinschaft Kastilien-León.

## Geschichte
Der Name des Ortes bezieht sich auf die „Campi Gothorum“ (Gotische Felder) der Chronica Albeldense, der erste Wortteil ist der abgeschliffene Name eines „Armentarius“, der in mittelalterlichen Dokumenten bezüglich der Wiederbesiedlung genannt wird. Einer lokalen Legende zufolge sollen die für die Kirchengründung notwendigen Reliquien des heiligen Martins auf einem Maultier in den Ort gekommen sein.

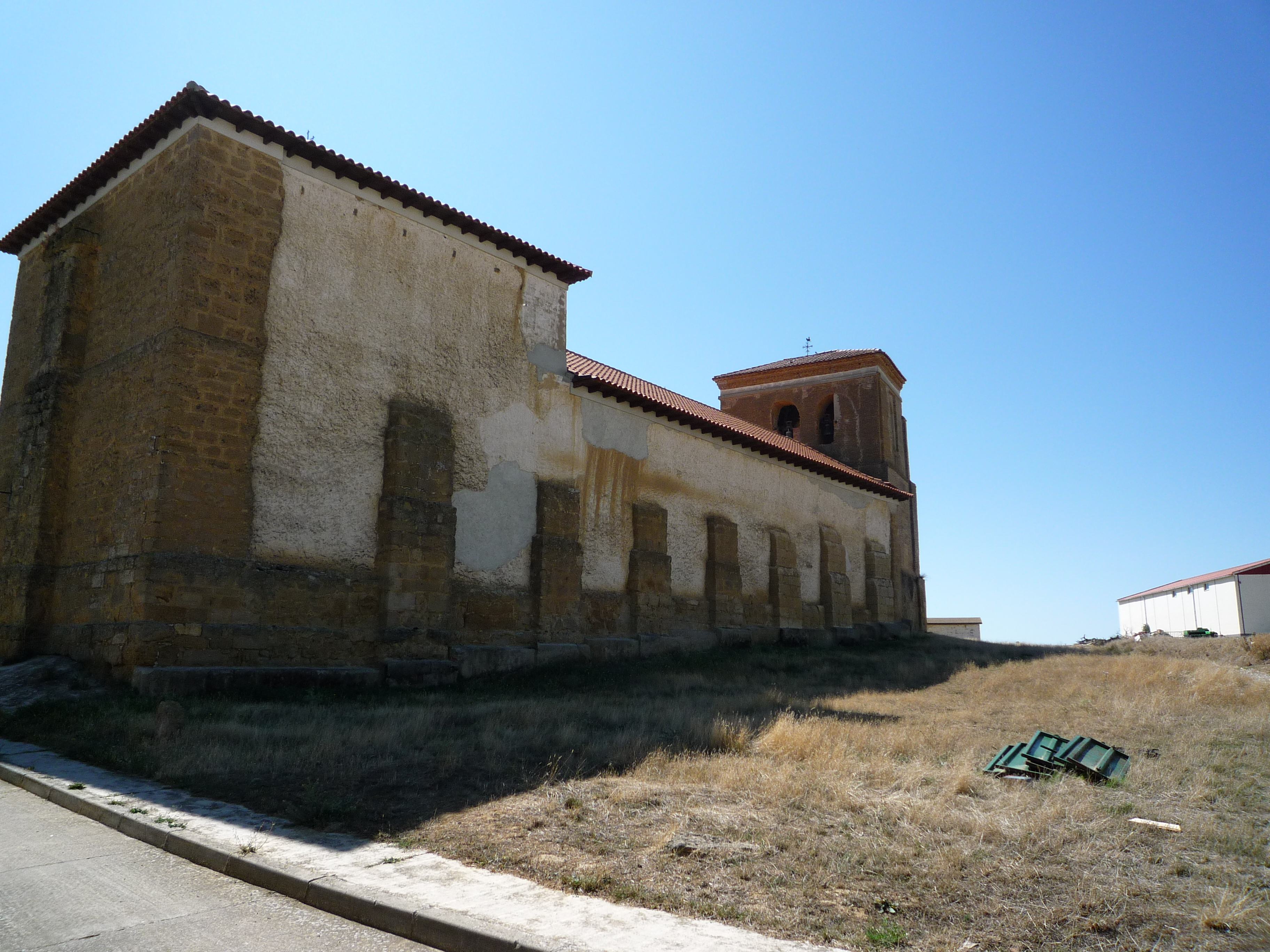
Kirche San Martín

## Sehenswürdigkeiten
- Kirche San Martin de Tours, mit einer mudejaren Kassettendecke (15. Jahrhundert, ohne Bemalung, mit einem typischen Zapfen mittig in den Fächern) und einem plateresken Altarretabel.